# Podetium

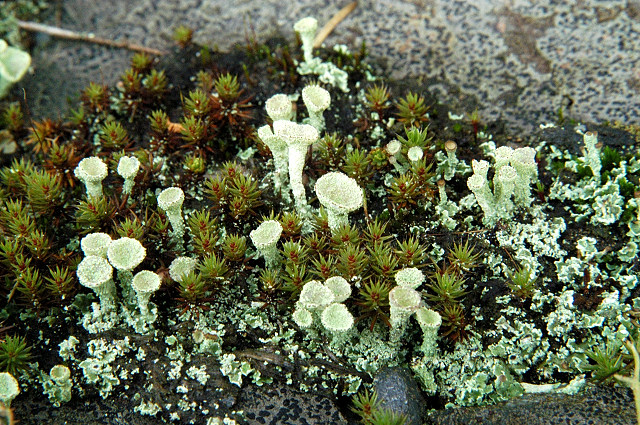
Cladonia fimbriata mit trichter- bzw. trompetenförmigen Podetien

Als Podetium (Plural: Podetien) bezeichnet man stängelartige Differenzierungen des Thallus mancher (strauchiger) Flechtenarten (von griech. pous, Gen. podos, „Fuß“).
Podetien stellen aufrechte, stiel- oder trichterartige (manchmal auch verzweigte) Trägerorgane dar, an deren Spitze mehrere Fruchtkörper (Apothecien) sitzen. Sind diese Trägerorgane überwiegend steril, bezeichnet man sie auch als Pseudopodetien. Podetien kommen beispielsweise bei den Flechtengattungen Cladonia oder Baeomyces vor.